# Galeria Miejska bwa w Bydgoszczy
Galeria Miejska bwa w Bydgoszczy - galeria sztuki współczesnej w Bydgoszczy. W latach 1949-1962 jako oddział Centralnego Biura Wystaw Artystycznych, później samodzielne biuro. Głównym przedmiotem działalności jest prowadzenie galerii sztuki, w której prezentowane jest spektrum gatunków malarstwa, rzeźby, grafiki oraz sztuk wizualnych i performance. 

## Historia

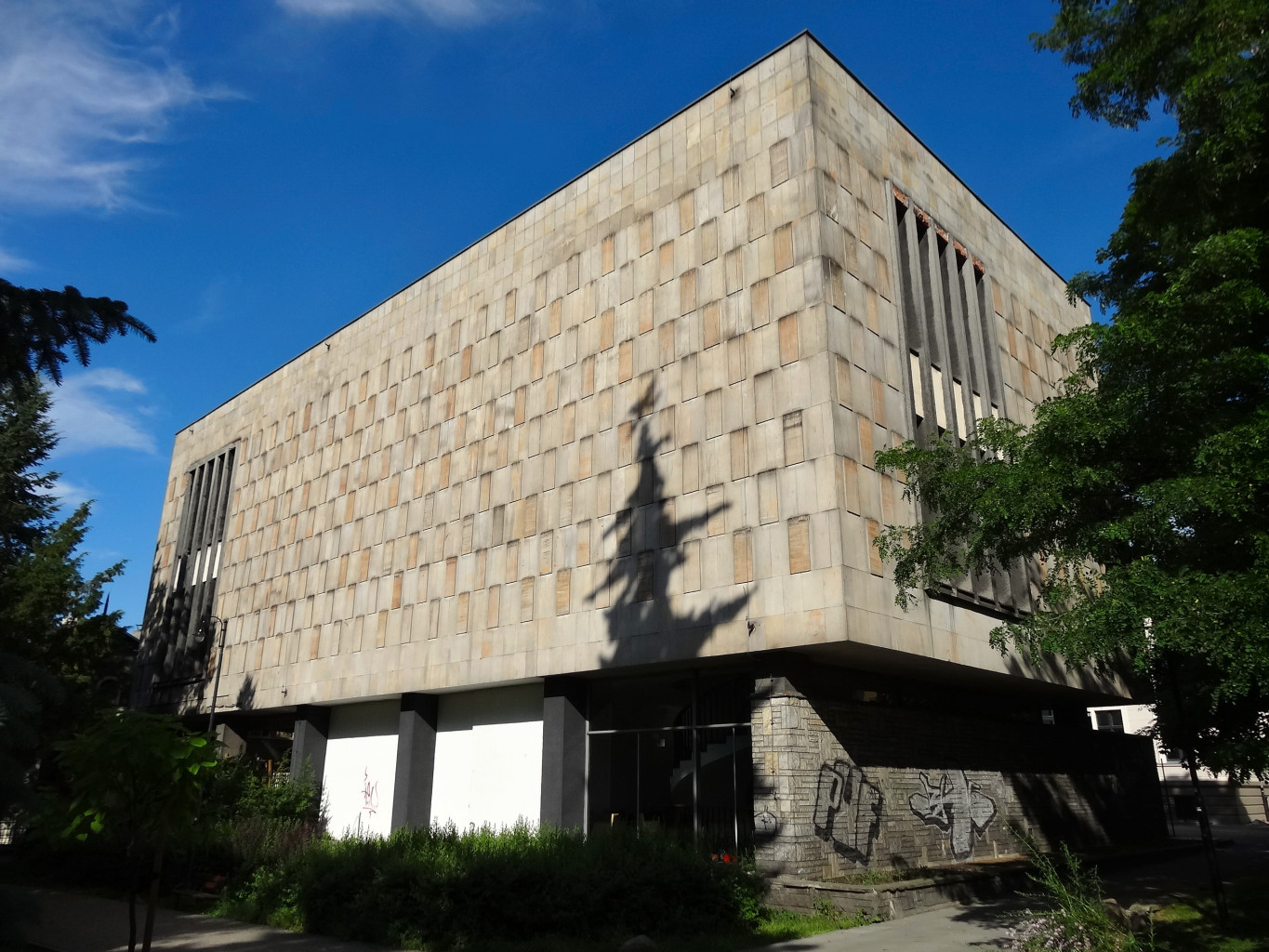
Siedziba galerii w 2013 roku

Od 1946 w Pomorskim Domu Sztuki znajdował się salon wystawienniczy, który stał się w 1949 oddziałem CBWA. Salon powstał z inicjatywy Mariana Turwida. W 1962 bydgoski oddział CBWA stał się samodzielnym Biurem Wystaw Artystycznych. 
Aktualna siedziba przy ul. Gdańskiej 20 powstała w 1970 roku. Projektantami budynku byli: Tadeusz Czerniawski i Zdzisław Kostrzewa. Do realizacji przyczynił się również Andrzej Szwalbe - działacz kulturalny. W 2005 BWA w Bydgoszczy zmienia  nazwę na Galeria Miejska bwa w Bydgoszczy. Siedziba została wyremontowana w 2023 (odnowiono wtedy m.in. charakterystyczną elewację budynku).
Galeria ma również drugą siedzibę przy ulicy Gdańskiej 3. W latach 1973-1989 znajdował się tutaj Mały Salon Sztuki. Później była to prywatna Galeria Kantorek - została ona włączona do Galerii Miejskiej bwa w 2008 roku. 

## Wystawy
W Galerii Miejskiej bwa prezentowane są wszystkie dyscypliny sztuki współczesnej. 
W bydgoskim bwa pojawiały się:
- prace artystów zagranicznych (Dali, Fleischer, Picasso, Warhol, Lindholm), jak i polskich (Szapocznikow, Abakanowicz, Kantor, Beksiński, Baumgart, Topor, Baj, Rajkowska).
- wystawy zbiorowe (Temat muzyczny w polskiej plastyce współczesnej, Sztuka Faktu, CHINaRT, Nowe Tendencje w Malarstwie Polskim, Dotyk, Realizm. Dwa Spojrzenia, Nietota, Herbarium, Ciężkie Czasy).
- wystawy indywidualne poświęcone lokalnemu środowisku (Ewa Miller, Marek Noniewicz, Stanisław Stasiulewicz)
- konkursy (Biennale Sztuki Bydgoskiej, Polygonum).

Galeria organizuje również liczne wykłady o sztuce, pokazy filmów, koncerty, panele dyskusyjne oraz warsztaty.

## Dyrektorzy[1]
- od 1949 - Marian Turwid
- od 1973 - Kazimierz Jułga
- od 2002 - Wacław Kuczma
- od 2016 - Karolina Leśnik-Patelczyk